# Ogrodniki (Tuczna)
Pour les articles homonymes, voir Ogrodniki.
Ogrodniki (prononciation : [ɔɡrɔdˈɲikʲi]) est un village polonais de la gmina de Sławatycze dans le powiat de Biała Podlaska de la voïvodie de Lublin dans l'est de la Pologne.
Le village comptait approximativement une population de 212 habitants en 2013.

## Histoire
De 1975 à 1998, le village est attaché administrativement à la voïvodie de Biała Podlaska.

Depuis 1999, il fait partie de la voïvodie de Lublin.